# Luigi Samele
Luigi Samele (* 25. července 1987 Foggia) je italský sportovní šermíř, který se specializuje na šerm šavlí. Ve své dosavadní kariéře reprezentoval Itálii na olympijských hrách v Londýně, Tokiu a Paříži. Je držitelem čtyř olympijských medailí ze soutěže jednotlivců i družstev.
Jeho partnerkou je ukrajinská šermířka Olha Charlanová.